# Alexandre-Marie Roché
Alexandre Marie Roché, né le 14 février 1822 à Paris où il est mort le 29 janvier 1878, est un peintre français.

## Biographie

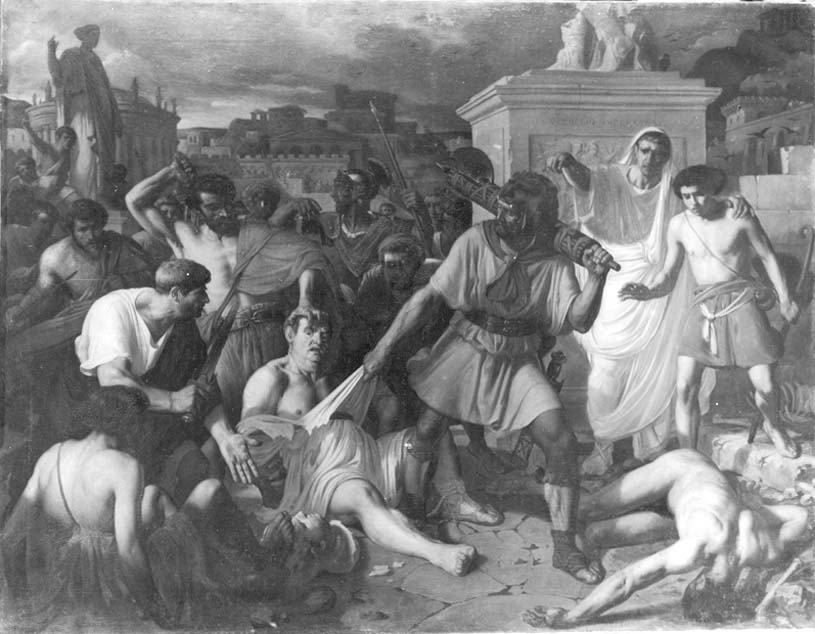
Alexandre Marie Roché, La mort de Vitellius.

Alexandre Marie Roché est le fils de Philibert Antoine Roché, employé, et de Marie Elisa Félix.
Il est l'élève de Picot et expose au Salon de 1845 à 1868.
En 1847, il concourt pour le prix de Rome en proposant sa version de La mort de Vitellius.
Il meurt célibataire à l'âge de 55 ans à son domicile de la rue Truffaut.